# Újfehértó
Újfehértó là một thành phố thuộc hạt Szabolcs-Szatmár-Bereg, Hungary. Thành phố này có diện tích 140,88 km², dân số năm 2010 là 13253 người, mật độ 94 người/km².